# Apeadero Cerrudo Cué
Apeadero Cerrudo Cué es una estación de ferrocarril ubicada en la localidad de Cerrudo Cué, en el Departamento San Luis del Palmar en la Provincia de Corrientes, República Argentina. 

## Servicios
Se encuentra Precedida por el Apeadero Km 89 y le sigue la Estación Lomas de Vallejos.